# 奧塔瓦洛車站
奧塔瓦洛車站（西班牙語：Estación de Tren de Otavalo）是厄瓜多奧塔瓦洛的一座鐵路車站，位於市中心南部，科帕卡巴納市場後方，海拔2,532公尺。車站位於奧塔瓦洛至伊瓦拉的鐵路線上，該路線長27公里，於1980年代關閉，2015年出於旅遊目的重新開通，同時車站亦進行了翻修 。